# 윌러드 로버트슨

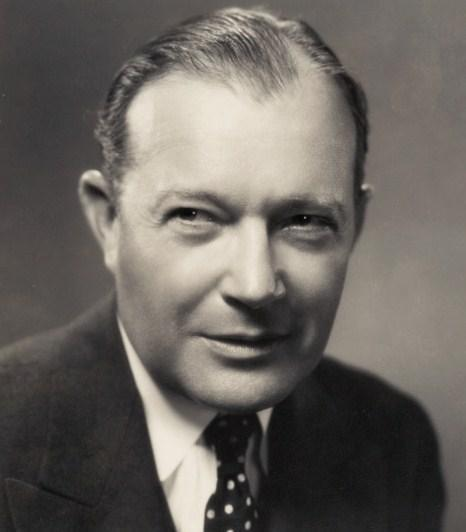

윌러드 로버트슨(Willard Robertson, 1886년 1월 1일 ~ 1948년 4월 5일)은 미국의 배우, 극작가, 작가, 영화배우, 연극 배우, 무대 연출가이다.
러널스군에서 태어났으며 할리우드에서 사망하였다.

## 영화
- 시팅 프리티 (1948년)
- 마이 페이버릿 브뤼넷 (1947년)
- 그들에겐 각자의 몫이 있다 (1946년)
- 어롱 케임 존스 (1945년)
- 에어 포스 (1943년)
- 설리반의 여행 (1942년)
- 아이 원티드 윙스 (1941년)
- 캐슬 온 더 허드슨 (1940년)
- 브릭햄 영 (1940년)
- 북서 기마 순찰대 (1940년)
- 무법자 제시 제임스 (1939년)
- 켄터키 (1938년)
- 익스큐시브 (1937년)
- 화려한 말괄량이 (1936년)
- 모히칸 족의 최후 (1936년)
- 오일 포 더 램프 오브 차이나 (1935년) - 스피커 역
- 히트 라이트닝 (1934년) - 에버렛 마셜 역
- 히어 컴스 더 네이비 (1934년)
- 더 월드 체인지 (1933년) - 미스터 피터슨 역
- 턱보트 애니 (1933년) - 레드 세번 역
- 로마 스캔달 (1933년)
- 콜 허 세비지 (1932년)
- 비하인드 더 마스크 (1932년)
- 나는 탈옥수 (1932년)
- 시티 스트리트 (1931년)
- 스키피 (1931년)